# Euchromadora kryptospiculoides
Euchromadora kryptospiculoides är en rundmaskart som beskrevs av Gerlach och Bo Riemann 1972. Euchromadora kryptospiculoides ingår i släktet Euchromadora och familjen Chromadoridae. Inga underarter finns listade i Catalogue of Life.